# Ostrava Open Challenger 2022
L'Ostrava Open Challenger 2022 è stato un torneo maschile di tennis professionistico. È stata la 19ª edizione del torneo, facente parte della categoria Challenger 80 nell'ambito dell'ATP Challenger Tour 2022, con un montepremi di 45 730 €. Si è svolto dal 25 aprile al 1º maggio 2022 sui campi in terra rossa del SC Ostrava di Ostrava, in Repubblica Ceca.

## Partecipanti

### Teste di serie
| Nazionalità   | Giocatore        | Ranking* | Testa di serie |
| ------------- | ---------------- | -------- | -------------- |
| Francia       | Corentin Moutet  | 112      | 1              |
| Germania      | Mats Moraing     | 125      | 2              |
| Taipei cinese | Tseng Chun-hsin  | 127      | 3              |
| Australia     | Aleksandar Vukic | 128      | 4              |
| Rep. Ceca     | Zdeněk Kolář     | 137      | 5              |
| Austria       | Dennis Novak     | 148      | 6              |
| Austria       | Jurij Rodionov   | 162      | 7              |
| Kazakistan    | Dmitrij Popko    | 171      | 8              |

* Ranking al 18 aprile 2022.

### Altri partecipanti
I seguenti giocatori hanno ricevuto una wild card per il tabellone principale:
- Jonáš Forejtek
- Miloš Karol
- Jakub Menšík

I seguenti giocatori sono entrati in tabellone come alternate:
- Attila Balázs
- Vitaliy Sachko
- Dalibor Svrčina

I seguenti giocatori sono passati dalle qualificazioni:
- Lukáš Rosol
- Daniel Michalski
- Evan Furness
- Mats Rosenkranz
- Pavel Nejedly
- Emilio Nava

Il seguente giocatore è entrato in tabellone come lucky loser:
- Lucas Miedler
- Lukáš Klein

## Campioni

### Singolare
Evan Furness ha sconfitto in finale  Ryan Peniston con il punteggio di 4–6, 7–6(6), 6–1.

### Doppio
Alexander Erler /  Lucas Miedler hanno sconfitto in finale  Hunter Reese /  Sem Verbeek con il punteggio di 7–6(5), 7–5.